# Museo Nacional de Arte Moderno „Carlos Mérida“
Das Museo Nacional de Arte Moderno „Carlos Mérida“ ist ein Nationalmuseum für Moderne Kunst in Guatemala-Stadt, das den Namenszusatz nach dem guatemaltekischen Künstler Carlos Mérida trägt.

## Geschichte
Die Geschichte des Museums geht auf das am 10. November 1934 eröffnete und durch Regierungsabkommen vom 15. Januar 1935 anerkannte Museo Nacional de Historia y Bellas Artes (span. für Nationalmuseum für Geschichte und Schöne Künste) zurück, dass sich im alten Templo del Calvario befand, der 1947 zerstört wurde.
Während der Feier des Nationalfestes im Jahr 1953 entstand der Gedanke des Wiederaufbaus. Vorgesehen war ein ehemaliges Gebäude der Policía Nacional Civil. Am 16. Oktober 1975 dann entstand das heutige Museum.